# Oued Ifrane
Oued Ifrane (en arabe : واد إيفران) est une ville du Maroc d'environ 2 500 habitants. Elle est située dans la région de Fès-Meknès, à 50 km de la ville de Ifrane et à 30 km de la ville d'Azrou. Son nom provient d'une rivière qui la traverse du nord-est au sud-est. La ville est majoritairement peuplée des amazighs.
La ville est divisée généralement en trois parties :
- une partie aval traversée par la rivière ;
- une partie située autour de la route nationale au centre du village ;
- une partie amont, au Nord de la ville.

## Galerie

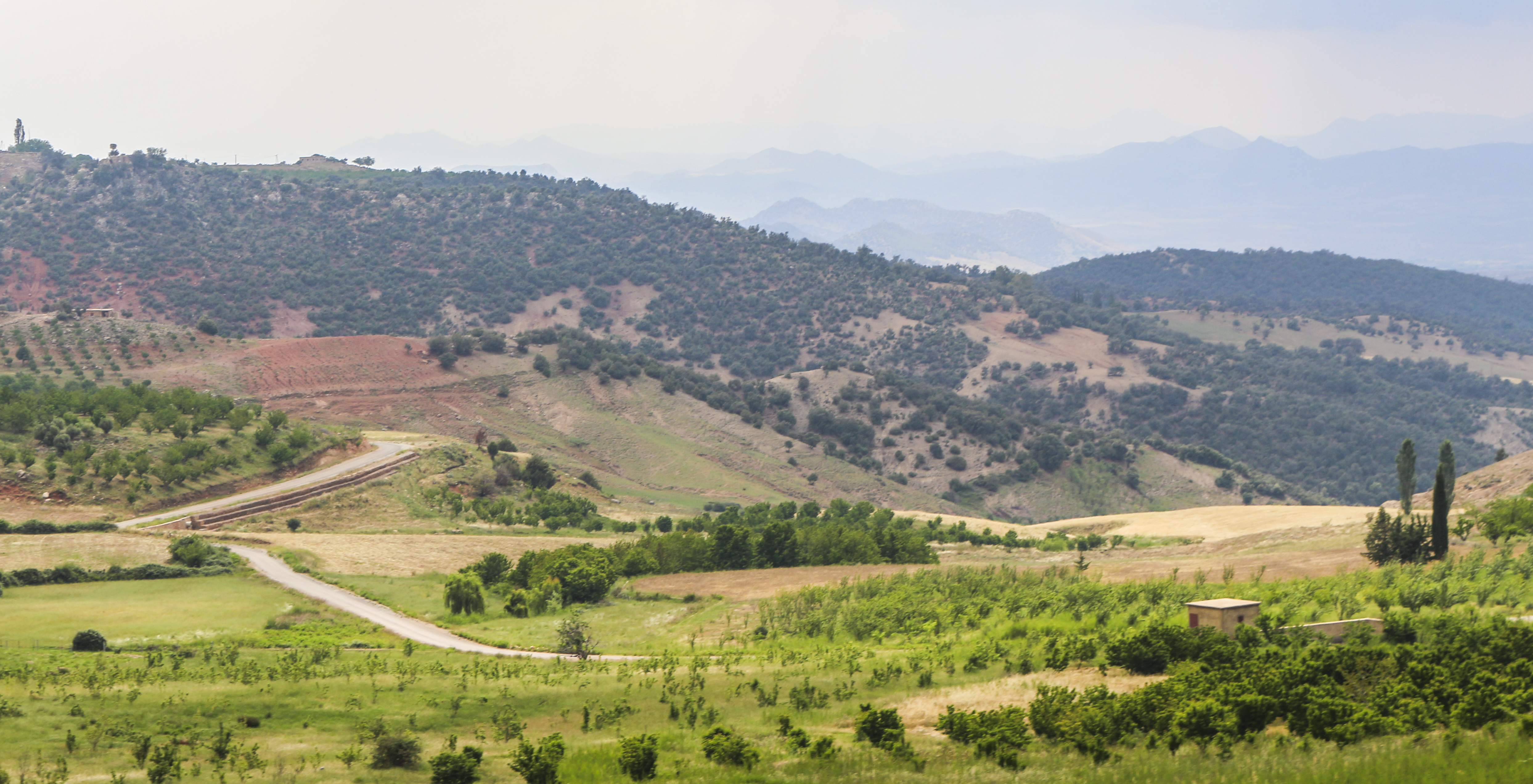
Terres agricoles de la communauté Oued Ifrane
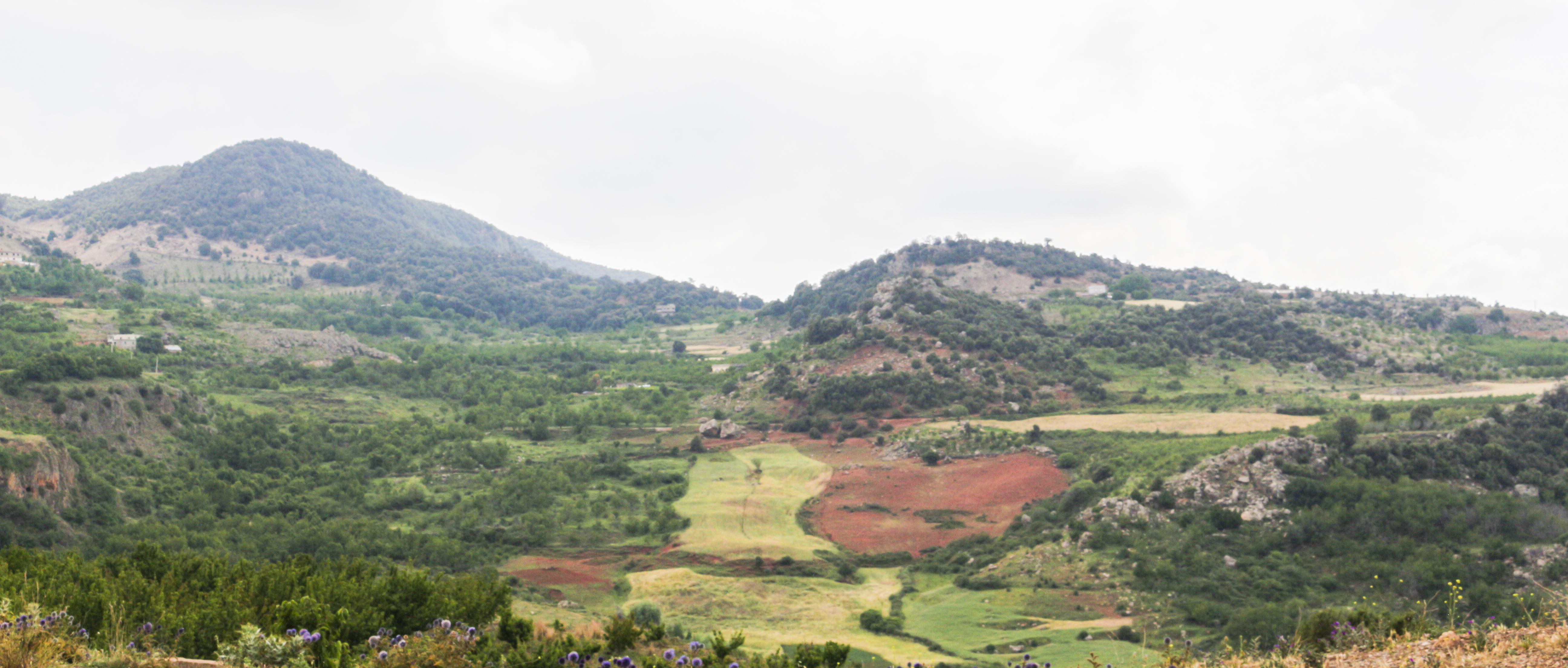
Terres agricoles de la communauté Oued Ifrane